# Afrodisiaco

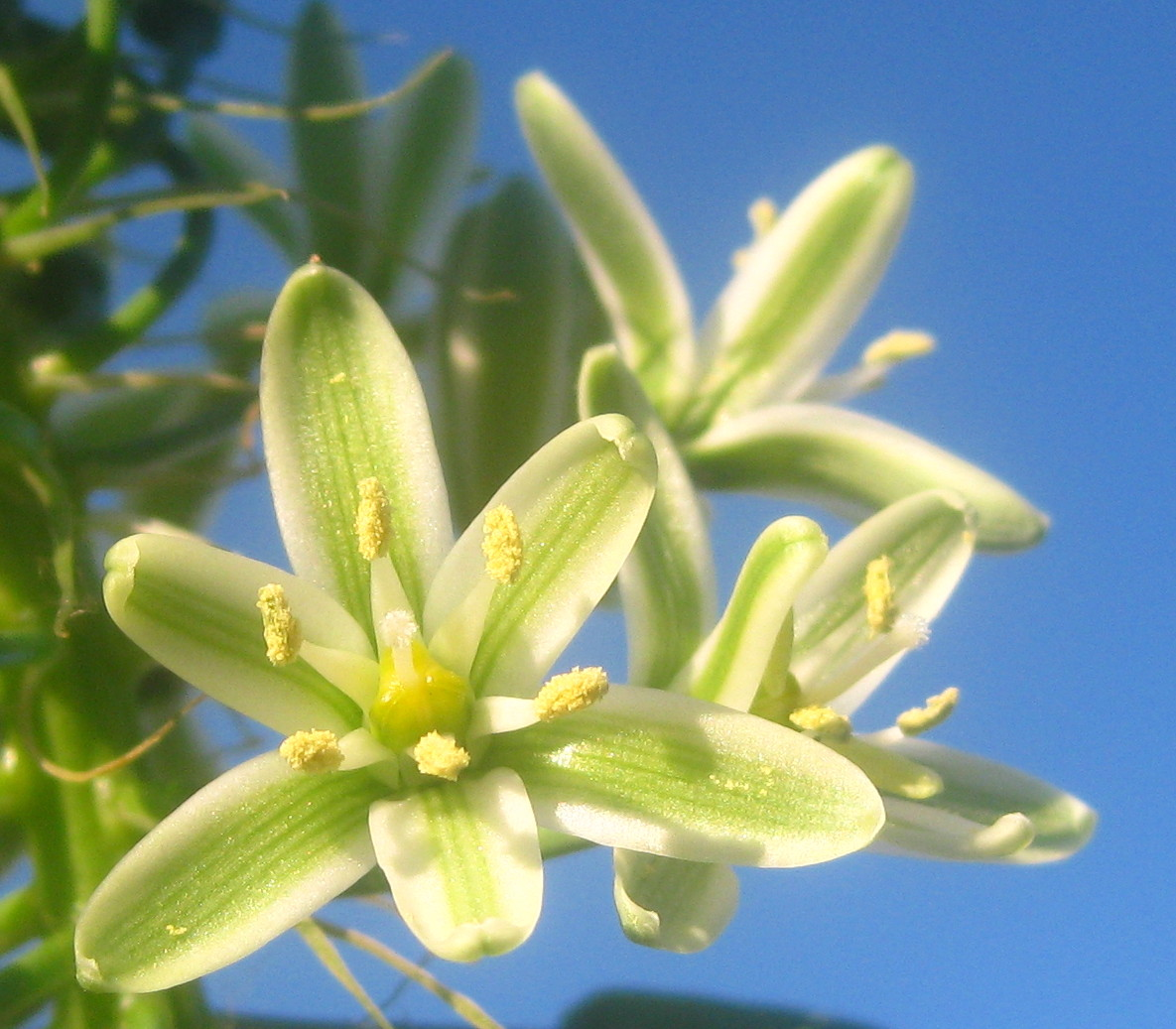
Le foglie di questa specie di Albuca vengono masticate dagli uomini nel Mozambico centrale come afrodisiaco

Un afrodisiaco (dal nome della dea greca Afrodite) è una qualsiasi sostanza assunta allo scopo, per lo più presunto, di esaltare la libido o migliorare le prestazioni sessuali (vincere blocchi e riluttanze, aumentare il desiderio, assicurare migliori prestazioni, ecc.). Può essere un elettuario, una pillola o un unguento d'origine vegetale e animale ma può anche consistere in alimenti o bevande eccitanti, tonici o corroboranti (vedi cucina afrodisiaca). Per esempio, è credenza diffusa che le carni rosse siano afrodisiache (e in effetti il colesterolo è un lontano precursore, tramite l'idropiandrosterone, del testosterone, ormone che influisce sulla libido).
I medici greci e romani tendevano a suggerire come afrodisiaci principi blandi e naturali. Lo stesso Ovidio, nell'Ars amatoria, respinge gli afrodisiaci pesanti. Molto considerato nel Medioevo e nel Rinascimento era il diasatirion, ricavato dal Satyrium hircinum, così come la mandragola, specie se raccolta in particolari luoghi e circostanze, mentre nel libertino  Settecento si faceva un uso massiccio della polvere di cantaridina, che però sortisce effetti di irritazione e congestione di vie urinarie e genitali, ed è facilmente fatale se si oltrepassa una certa dose in proporzione al peso corporeo del soggetto umano o animale cui venga somministrata. Tali sostanze rivestono solo un carattere di curiosità storica, o in qualche caso conservano un utilizzo in veterinaria.
Diverso è il caso di farmaci e sostanze che, al di là dell'effetto placebo, possono stimolare in senso più generale il desiderio sessuale e/o facilitare l'atto sessuale. Per esempio il testosterone, la yohimbina, la papaverina e altri farmaci per il trattamento dell'impotenza o delle disfunzioni erettili possono considerarsi afrodisiaci, anche se non sempre hanno la capacità di migliorare ulteriormente prestazioni già normali o di indurre il desiderio a prescindere da una preesistente attrazione nei confronti del partner potenziale.
Una svolta in questo senso è stata indubbiamente rappresentata dalla scoperta del sildenafil (commercializzato come Viagra) e da altre molecole analoghe che inibiscono la fosfodiesterasi di tipo 5 (5PDE), coinvolta nel rilassamento della muscolatura liscia, favorendo la erezione dei corpi cavernosi e la sua durata e qualità. Dagli studi compiuti non sembra d'altronde che la loro azione sortisca effetti sessualmente significativi sui pazienti di sesso femminile.
Analogamente l'alcool e talune sostanze psicotrope controllate, quali l'anfetamina, la cocaina, la 2C-B e l'MDMA (in particolare nella versione "sextasy" in cui è mescolata con gli inibitori della fosfodiesterasi di tipo 5 di cui sopra), possono essere considerati afrodisiaci in quanto rimuovono le inibizioni o provocano stati di eccitazione psichica (sebbene gli effetti collaterali di un abuso di tali sostanze a lungo termine prevedano anche la disfunzione erettile); così come il ginseng, l'eleuterococco e l'arginina vengono presi in considerazione a tal fine per il loro effetto tonico generale.